# Municipio de Muxupip
Muxupip es un municipio situado en el estado mexicano de Yucatán. Según el censo de 2020, tiene una población de 2990 habitantes.
Su cabecera municipal es la localidad homónima.

## Toponimia
El nombre del municipio, Muxupip, significa en lengua maya pan enterrado. Enterrar los alimentos para sujetarlos a su cocción es una práctica maya prehispánica.
Según el Diccionario Maya-Español de Cordemex, compilado por Alfredo Barrera Vásquez, Muxupip es simplemente el topinímico que proviene del vocablo Mux, que significa moler, desmenuzar.

## Municipios adyacentes
Limita al noreste con el municipio de Motul; al sur con Cacalchén; al oriente también con Motul y al poniente con los municipios de Yaxcucul y Tixcocob.

## Datos históricos
Anteriormente a la conquista la región hoy ocupada por el municipio de Muxupip era parte de la provincia de Ceh Pech y estaba despoblada. No se conoce con exactitud la fecha de su fundación, pero se sabe que hacia el año 1579 se había establecido una Encomienda, como se ha podido comprobar mediante un antiguo documento encontrado en el Archivo de Indias, en España.
Declarada la independencia de Yucatán y la posterior anexión como estado a la República Mexicana, el pueblo de Muxupip pasa a formar parte del partido de Motul, hasta 1927, en que es decretado municipio libre.

## Economía
En el municipio principalmente se cosecha henequén y maíz. También se explota el ganado bovino y porcino y existen diversas granjas avícolas que producen carne y huevo para el consumo interno.

## Atractivos turísticos
Se destaca la Iglesia Santiago Apóstol, que data del siglo XVII.
Del 24 al 27 de enero se realiza la fiesta popular para venerar a la virgen de la Asunción, patrona del pueblo. El 25 de agosto se realiza una fiesta en honor a Santiago Apóstol. Las procesiones y las vaquerías son acostumbradas para estas fiestas.